# Joan Baptista Masdeu i Pujol
Joan Baptista Masdeu i Pujol (1911-2006) va ser un compositor a piano. Fou autor de la sardana L'Apol·lonieta, composta el 1972 en gratitud a santa Apol·lònia, patrona dels dentistes. També li dedicà una Missa. La devoció a la santa sembla que li sorgí en agraïment a haver-se curat d'una infecció molt greu a la boca. Visqué al Pont d'Armentera i morí el dia abans de complir 95 anys i fou enterrat el dia del seu aniversari.